# Thamnophis melanogaster
Espèce
Synonymes
- Tropidonotus melanogaster Wiegmann, 1830
- Tropidonotus baronismulleri Boulenger, 1894

Statut de conservation UICN

 EN A2c+4c : En danger
Thamnophis melanogaster est une espèce de serpents de la famille des Natricidae. 

## Répartition
Cette espèce est endémique du Mexique. Elle se rencontre dans les États du District Fédéral, de Jalisco, du Michoacán, du Durango, du Nayarit, d'Aguascalientes, du Querétaro, du Zacatecas, du Chihuahua et du Guanajuato.

## Description
Cette espèce est ovovivipare.

## Liste des sous-espèces
Selon The Reptile Database (6 septembre 2013) :
- Thamnophis melanogaster canescens Smith, 1942
- Thamnophis melanogaster chihuahuaensis Tanner, 1959
- Thamnophis melanogaster linearis Smith, Nixon & Smith, 1950
- Thamnophis melanogaster melanogaster (Wiegmann, 1830)

## Publications originales
- Smith, 1942 : The synonymy of the garter snakes (Thamnophis), with notes on Mexican and Central American species. Zoologica, vol. 27, no 17, p. 97–123.
- Smith, Nixon & Smith, 1950 : Mexican and Central American garter snakes (Thamnophis) in the British Museum (Natural History). Linnean Society's Journal, Zoology, vol. 41, no 282, p. 571-584.
- Tanner, 1959 : A new Thamnophis from western Chihuahua with notes on four other species. Herpetologica, vol. 15, no 4, p. 165-172.
- Wiegmann, 1830 : Preis-Verzeichniß der Säugethiere, Vögel, Amphibien, Fische und Krebse, welche von den Herren Deppe und Schiede in Mexico gesammelt worden, und bei dem unterzeichneten Bevollmächtigten in Berlin gegen baare Zahlung in Preuß. Courant zu erhalten sind. Museum für Naturkunde der Humboldt-Universität zu Berlin.